# Pseuderia
Pseuderia is een geslacht met vijftien tot twintig soorten orchideeën uit de onderfamilie Epidendroideae.
Het zijn atypische, grote, half terrestrische, halfepifytische orchideeën met opvallend bloemen uit tropisch Zuidoost-Azië en Nieuw-Guinea.

## Naamgeving enetymologie
- Synoniem: Pseudoeria (Schltr.) Schltr. (1826)
- Engels: Phoney orchid

De botanische naam Pseuderia is afkomstig van het Oudgriekse ψευδής, pseudēs (vals) en van het orchideeëngeslacht Eria. Het betekent dus zoveel als 'valse Eria'. Ook de Engelstalige naam heeft deze betekenis.

## Kenmerken
Pseuderia-soorten zijn overwegend grote, deels epifytische klimplanten, die in de bodem wortelen maar zich langs bomen omhoogwerken. Ze hebben veel kenmerken gemeen met de geslachten Eria en Dendrobium. De bloemen zijn meestal klein en onopvallend gekleurd, hebben een ongedeelde bloemlip en een slank, gebogen gynostemium zonder voet.

## Habitaten verspreiding
Pseuderia-soorten groeien in schaduwrijke, vochtige regenwouden, voornamelijk in de Molukken, Nieuw-Guinea, Samoa en Fiji.

## Taxonomie
Pseuderia werd lange tijd ingedeeld in de tribus Dendrobieae en de subtribus Dendrobinae. Op basis van DNA-onderzoek op het rbcL-gen van Pseuderia-soorten werd het echter door Cameron et al. verplaatst naar de tribus Podochileae.
Het geslacht telt naargelang de gevolgde taxonomie vijftien tot twintig soorten. De typesoort is Pseuderia foliosa.

### Soortenlijst
- Pseuderia amblyornidis  (Rchb.f.) Ormerod (2001)
- Pseuderia brevifolia  J.J.Sm. (1913)
- Pseuderia diversifolia  J.J.Sm. (1913)
- Pseuderia floribunda  Schltr. (1912)
- Pseuderia foliosa  (Brongn.) Schltr. (1912)
- Pseuderia frutex  (Schltr.) Schltr. (1912)
- Pseuderia ledermannii  Schltr. (1923)
- Pseuderia micronesiaca  Schltr. (1921)
- Pseuderia nigricans  Ridl. (1916)
- Pseuderia pauciflora  Schltr. (1912)
- Pseuderia platyphylla  L.O.Williams (1938)
- Pseuderia ramosa  L.O.Williams (1939)
- Pseuderia robusta  Schltr. (1923)
- Pseuderia sepikana  Schltr. (1923)
- Pseuderia similis  (Schltr.) Schltr. (1912)
- Pseuderia smithiana  C.Schweinf. (1936)
- Pseuderia sympodialis  J.J.Sm. (1913)
- Pseuderia takeuchii  Ormerod (2005)
- Pseuderia trachychila  (Kraenzl.) Schltr. (1912)
- Pseuderia wariana  Schltr. (1912)